# 黄色い涙
『黄色い涙』（きいろいなみだ）は、永島慎二の漫画作品『若者たち』を原作として1974年に放送された日本のテレビドラマ、および2007年4月14日に公開された日本映画。
脚本はテレビドラマ・映画いずれも市川森一がつとめた。

## 原作「若者たち」
1968年 - 1970年『週刊漫画アクション』に不定期掲載。全11話。

### 作品リスト
- 小さな城
- 晩秋
- 冬の恋
- 春の吹雪
- 初夏と汗
- 美酒の香り
- 太陽と海と悲しみと
- ある恋の物語
- シェンシェイの場合
- 望郷
- 春告鳥

### 単行本
- 「永島慎二集」現代コミック10（双葉社、1970年、作者の他作品と共に本作7話分を収録）
- 「若者たち」アクションコミックス（双葉社、1973年）
- 「漫画集 黄色い涙 若者たち」青林傑作シリーズ4（青林堂、1976年）
- 「黄色い涙」（マガジンハウス、2006年）

## テレビドラマ
1974年11月25日 - 12月20日に、NHK総合テレビジョンの月曜 - 金曜21時40分 - 22時00分に『銀河テレビ小説』で放送された。全20回。NHK名古屋放送局製作。市川森一にとって、NHKで初めて脚本を担当した作品である。ドラマ化に際しては、既に原作漫画と同名タイトルのテレビドラマ「若者たち」が存在していたため、原作漫画のシリーズ名「シリーズ黄色い涙」を引用した「黄色い涙」にタイトルが改められた。
1963年(昭和38年)12月。ひょんな事から知り合って早々東京・阿佐ヶ谷のアパートの一室で共同生活をする事になった一流の漫画家・画家・小説家・歌手を志す若者4人と、彼らの行きつけの喫茶店、食堂の人々の日常を描く。
森本レオがNHKに原作を自分の主演、友人の市川森一の脚本で売り込んだ事から企画がスタートした。オープニング映像には永島が描いた出演者たちの似顔絵が使われている。永島慎二がスタジオ見学のついでにさかえ食堂の客の一人として出演している。最終回ではフランスの作家・モンテルラン(1896‐1972)による詩の一節が登場する。
全編スタジオにて2インチVTR収録。番組終了後に映像が消去されたため、NHKに映像は残っていなかった。
しかし、主演の森本レオが家庭用ビデオで録画していた映像が現存しており、「NHKビデオギャラリー」1989年3月19日放送回では最終回が放送された。現在は森本レオ録画分の全20回がNHKアーカイブスに所蔵されており、NHK各放送局および関連施設にある「番組公開ライブラリー」にて無料で閲覧することができる。
NHKに本作のスチール写真は保存されていない。
市川森一による全20話分の脚本は、単行本として1984年に大和書房から発売されている。そのあとがきによれば、東京で入院する病気の母親が乗って来る夜行列車に、知り合いに医者を装わせ乗り込ませる冒頭のドラマオリジナルのエピソードは市川自身の体験を元にしているという。

### キャスト
- 村岡栄介：森本レオ[4]
- 下川圭：下條アトム
- 向井竜三：岸部シロー
- 井上章一：長澄修
- 時江：児島美ゆき
- 貞吉：新間正次
- 若い男：団明雄
- 千恵子：保倉幸恵
- 「シップ」のマスター 林田：山谷初男
- 村岡きぬ：田中幸子
- 村岡康子：江田千鶴香
- 山岸長十郎：若杉浩平
- 吉野美香子：林靖子
- 鮫島格：大村一平
- 西垣かおる：泉晶子

ほか

### スタッフ
- 原作：永島慎二『若者たち』
- 脚本：市川森一
- 音楽：小林秀雄
- テーマソング：小椋佳『海辺の恋』
- 制作：秋山成次
- 美術：山内賢一
- 技術：安田敏雄
- 効果：滝川雅己
- 演出：鈴木基次、日下部亮介、松沢健
- 製作：NHK名古屋放送局

### 書籍
- 市川森一『黄色い涙』大和書房、1984年12月30日。

## 映画
2007年4月4日に都内で先行ロードショー、4月14日に他4劇場で封切られた。J Storm製作。
監督をつとめた犬童一心が、中学生の頃にテレビドラマ版を見たときに感動し、ずっと映画化したいと思い続けた。そして念願が叶い、2006年に自らの手で実現した。映画では嵐の5人が、1960年代の日本を背景にそれぞれ夢を追い求める青年を演じる。
舞台は東京都杉並区阿佐ヶ谷界隈。また、ロケ地では岐阜県大垣市西大垣駅、愛知県江南市新町商店街、愛知学院大学、三重県津市江戸橋、三重大学、静岡県島田市などが使われた。

### ストーリー
1963年、翌年にアジアで初のオリンピック開催をひかえた東京の街は、工事とビルラッシュが至る所で行われ、首都がメガロポリスに変貌していく前夜の様相を呈していた。この年の晩秋、都心からわずかに逸れた中央線沿線の町、阿佐ヶ谷界隈を舞台に夢を語らう5人の若者たちを描く。
杉並区阿佐ヶ谷界隈の路地の喫茶店『SHIP』に児童漫画家の村岡栄介（二宮和也）がいた。郷里の病気の母「きぬ」を東京の大病院に入院させるため、医者に扮し駅まで迎えに行くというアルバイトの人材を栄介は探していた。癌でそう長くはない「きぬ」への最後の親孝行として、何とかしたかった栄介は、求人広告を見ていた小説家・向井竜三（櫻井翔）、無銭飲食をしようとした画家・下川圭（大野智）、栄介のアパートの隣人で北海道へ帰る歌い手志望・井上章一（相葉雅紀）と出会う。最初は嫌がる竜三、圭、章一だったが、アルバイト料欲しさにしぶしぶ引き受けることにし、病院まで送り届けることになる。栄介は「きぬ」が涙を流して喜んでくれた事で報われた気持ちだった。そして仕事を終えた4人は、互いに握手を交わして別れていった。しかし、梅雨の雨の日、栄介のアパートに再び圭、竜三、章一が転がり込み無為徒食の日々を送っていた。

### キャスト
- 村岡栄介：二宮和也
本作の主人公。児童漫画家。
- 井上章一：相葉雅紀
歌手を目指し、夢をかなえるためあらゆる番組に出るが、ことごとく失敗しつづけている。時江に好かれ、一夜をともにしたが、勘違いだったと気付く。
- 下川圭：大野智
画家。「美香子」に恋をする。
- 向井竜三：櫻井翔
小説家。『SHIP』のウェイトレスの「千恵子」に結婚を申し込むが、あっけなく断られてしまい自暴自棄になり、創作意欲を無くしてしまう。
- 勝間田祐二：松本潤
章一の友人。米屋に就職している。
- 時江：香椎由宇
章一の元彼女。
- 村岡康子：韓英恵
栄介の妹。
- 弓子：高橋真唯
- 阿部よね：菅井きん
- 林田：志賀廣太郎
- 貞吉：本田博太郎
- 西垣かおる：田畑智子
栄介の元彼女。栄介には今でも好かれている。
- 村岡きぬ：松原智恵子
栄介の母親。癌をわずらい、長くは生きられない。
- 香椎由宇
- 韓英恵
- 高橋真唯
- 菅井きん
- 志賀廣太郎
- 本田博太郎
- 山本浩司 (俳優)
- 小市慢太郎
- 川村歩惟
- 宮光真理子
- 陰山泰
- 三浦誠己
- 中村靖日
- 日野陽仁
- 窪田かね子
- 枝光利雄
- 大崎章
- 佐藤佐吉 (映画監督)
- 吉田能里子
- 鈴木隆之介
- 鈴木うたな
- 高橋貫太
- 田渕功海
- 坪井慧
- 伊藤早助
- 最上沙織
- 梅本美咲

### スタッフ
- 原作：永島慎二『若者たち』
- 脚本：市川森一
- 監督：犬童一心
- 音楽：SAKEROCK
- 上映時間：128分

### DVD
本映画のDVDが、2007年10月3日に、Blu-rayが2018年12月26日にそれぞれ発売された。

### サウンドトラック
『黄色い涙 オリジナル・サウンドトラック』は、2007年4月4日にJ Stormから発売された、本映画のサウンドトラック。

#### 収録曲
1. 黄色い涙
2. 黄色いサスペンス
3. Interlude 1
4. 黄色い手紙
5. スリル・スピード・ドラムソロ
6. 黄色い集合
7. 涙の流れ星（井上章一 Ver.） / 井上章一（相葉雅紀）
8. Interlude 2
9. 平凡な人生
10. Interlude 3
11. 黄色い幻
12. 黄色いデート
13. Interlude 4
14. 黄色い先輩
15. Interlude 5
16. 黄色いお風呂
17. Interlude 6
18. 黄色いお米
19. 黄色いカレー
20. Interlude 7
21. 黄色い妹
22. 黄色い弓子
23. 黄色い着物
24. Interlude 8
25. 黄色い涙（ちょいアコ）
26. もどり雨 / 嵐
27. 黄色い逆立ち
28. 涙の流れ星 / 嵐

特記があるもの以外は、全てSAKEROCKによるもの。

### その他
- 映画版公開にあわせ、永島による原作『若者たち』が『黄色い涙』に改題されて2006年12月に復刊された。この巻末には、市川森一のエッセイや犬童一心のインタビュー、テレビドラマ版と映画版でそれぞれ村岡栄介を演じた森本レオと二宮和也の対談も収録されている。